# Nat Baldwin
Nat Baldwin (Rochester, 21 febbraio 1980) è un bassista e contrabbassista statunitense, noto principalmente per la sua carriera solista e per le numerose collaborazioni, oltre che come ex membro della rock band britannica Linear Sphere e dei Dirty Projectors.

## Biografia
Figlio del tastierista e tecnico del suono Bert Baldwin, Nat è entrato nel mondo della musica in giovane età, iniziando a suonare il basso all'età di undici anni, e Durante l'adolescenza suonò in varie band locali. 
Ha pubblicato il suo primo album come solista nel 2003, ed è anche noto per essere un ex membro dei Dirty Projectors.
È apparso in molti album come In Ear Park (2008) dei Department of Eagles, Contra (2010) dei Vampire Weekend.
Durante l'avvento della pandemia di COVID-19, Griffiths ha avuto modo di collaborare con vari artisti, tra cui Tommy Rogers dei Between the Buried and Me. Nel 2022, dopo una lunga pausa, esce il suo nuovo album in studio, Common Currents.

## Discografia

### Da solista
- 2003 – Solo Contrabass
- 2005 - Lights Out
- 2007 - Most Valuable Player
- 2014 - In the Hollows
- 2022 - Common Currents

### Con i Dirty Projectors
- 2007 - Rise Above
- 2009 - Bitte Orca
- 2012 - Swing Lo Magellan
- 2017 - Lamp Lit Prose

### Con i Tiger Saw
- 2002 - Blessed are the Trails We Will Find
- 2004 - Gimme Danger
- 2005 - Sing!

### Con i Linear Sphere
- 2005 – Reality Dysfunction

### Collaborazioni
- 2001 - Jessica Pavone and the String Army - Jessica Pavone
- 2002 - Ceol Nua - Matthew Welch
- 2006 - The Looks Out - Sam Rosen
- 2007 - War Elephant - Deer Tick
- 2012 - Shields - Glizzy Beards
- 2020 - Carla Bruni - Carla Bruni
- 2021 - Scott LaRue Willis - Scott LaRue Willis